# Joaquim de Alencar Bezerra
Joaquim de Alencar Bezerra, ou simplesmente Joaquim Bezerra, (Pio IX, 10 de agosto de 1916 – Teresina, 9 de maio de 2006) foi um advogado, professor e político brasileiro, outrora deputado estadual pelo Piauí.

## Dados biográficos
Filho de Isídio de Alencar Bezerra e Argemira Maria Bezerra. Advogado formado pela Universidade Federal do Ceará, presidiu o Centro Acadêmico Clóvis Beviláqua, integrou a Academia Piauiense de Letras Jurídicas e foi professor da Universidade Federal do Piauí. Filiado à ARENA, elegeu-se deputado estadual em 1966 e graças a uma série de mudanças na linha sucessória, tornou-se presidente da Assembleia Legislativa do Piauí em 1970, quando João Clímaco d'Almeida assumiu como governador do Piauí.
Mesmo não reeleito, exerceu o mandato durante o quatriênio seguinte, quando parlamentares foram convocados para o secretariado do governador Alberto Silva. Após ganhar a eleição em 1974, perdeu a eleição para vice-prefeito de Pio IX numa sublegenda da ARENA em 1976. Secretário de Cultura nos governos Dirceu Arcoverde e Djalma Veloso, não disputou o pleito de 1978, mas apoiou a candidatura vitoriosa de Machado Melo. Participou de sua última eleição pelo PDS, quando perdeu uma cadeira de deputado estadual em 1982.